# 山崎 (野田市)
山崎（やまざき）は、千葉県野田市の大字。郵便番号は278-0022。

## 地理
江戸川左岸低地と下総台地西縁にあたり、野田市の南部に位置する。江戸時代は宿場町として栄え、後に地内中央を縦断する千葉県道5号松戸野田線（流山街道）および東武野田線沿線を中心に発展した。
東は下三ケ尾、西三ケ尾および二ツ塚と接し、北は清水・堤根・花井・上花輪および桜台と接し、西は今上と接し、南西は、当大字から分離した大字山崎貝塚町・大字山崎梅の台及び大字みずきと接し、南は流山市の西深井及び東深井と接している。

### 河川
- 利根運河

### 小字
大字山崎内の小字は、以下のとおり。
松の一（まつのいち）、松の二（まつのに）、下梅（しもうめ）、上梅（かみうめ）、藤（ふじ）、南大崎（みなみおおさき）、東大崎（ひがしおおさき）、西大崎（にしおおさき）、藤台（ふじだい）、梅台（うめだい）、上里（かみさと）、下里（しもさと）、南大和田（みなみおおわだ）、西大和田（にしおおわだ）、北大和田（きたおおわだ）、東大和田（ひがしおおわだ）、北山（きたやま）、上宿（かみじゅく）、宿里（しゅくさと）、宿（しゅく）、北中地（きたなかじ）、中地（なかじ）、殿山（とのやま）、北新田（きたしんでん）、西新田（にししんでん）、南新田（みなみしんでん）、東新田（ひがししんでん）、島（しま）、亀山（かめやま）、東亀山（ひがしかめやま）、北亀山（きたかめやま）、西亀山（にしかめやま）、山崎新田（やまざきしんでん）、中木戸（なかきど）

## 歴史

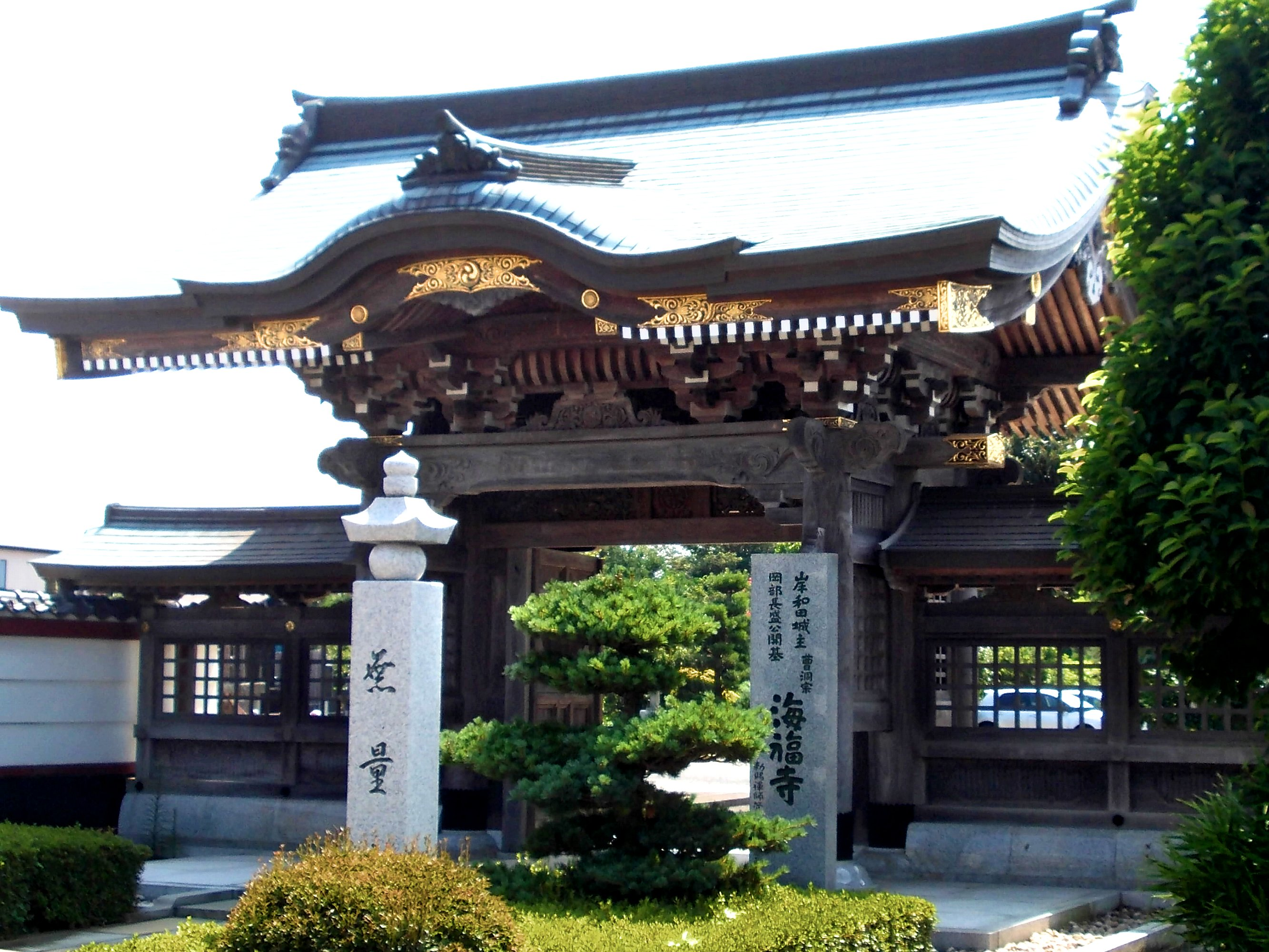
下総山崎藩

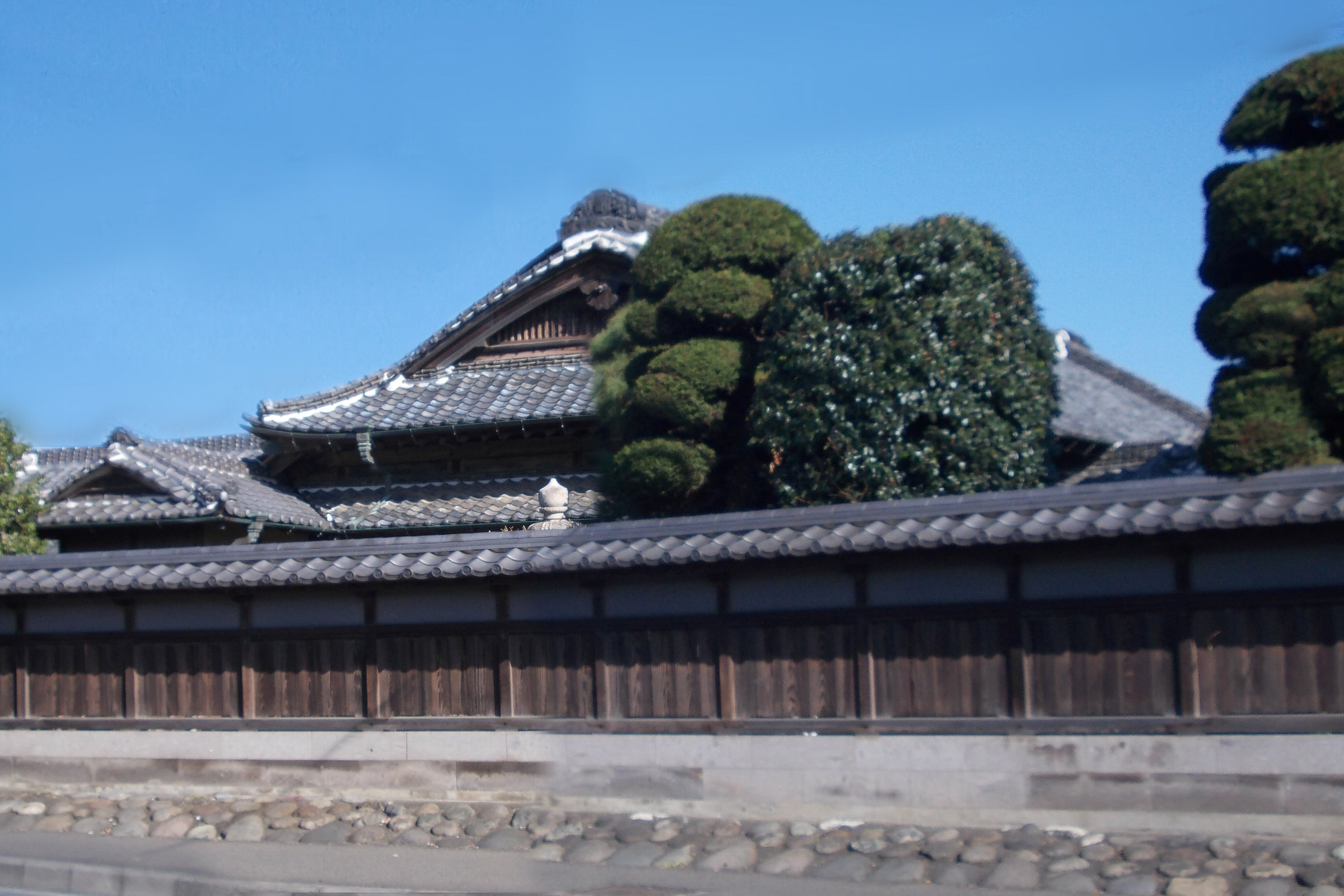
日光東往還・山崎宿

奈良時代および平安時代の集落跡が見つかっている。
9世紀後期の墨書土器が、山崎東大和田遺跡で見つかっている。
1590年（天正18年）に岡部長盛が下総山崎藩の藩庁を当地（下総国葛飾郡山崎村海福寺付近）に置いたが、翌年堤台村へ移った。
日光東往還の1番目の宿場山崎宿（水戸街道の小金宿から3里27町）が現在の梅郷駅の西側（山崎宿バス停付近）に置かれた。
山崎藩領の後、旗本一色氏領となり、1673年（延宝元年）から幕府領となった。
1730年（享保15年）に山崎村は、亀山新田および山崎新田を編入したが、1830年から1843年の天保年間までに亀山新田を分村した。
1868年（慶応4年4月）に、山崎宿で原田左之助が靖兵隊を離隊した。
山崎村は、明治初年までに亀山新田を編入し、1873年（明治6年）6月15日に千葉県に所属し、同年中に山崎小学校が開校した。1878年（明治11年）に東葛飾郡に編入した。

### 沿革
- 1889年（明治22年）4月1日 - 町村制施行により、山崎村、堤根新田、宮崎新田の一部、花井新田の一部、桜台村の一部、清水村の一部、上花輪村の一部、今上村の一部が合併し東葛飾郡梅郷村となり、大字山崎となる。
- 1890年（明治23年）2月25日 - 利根運河が完成。
- 1911年（明治44年）5月9日 - 梅郷駅が開業。
- 1950年（昭和25年）5月3日 - 東葛飾郡野田町、旭村、梅郷村および七福村が合併し野田市となる。
- 1966年（昭和41年）3月 - 東京理科大学野田キャンパス1号館が竣工。
- 1969年（昭和44年）3月7日 - 霊波之光本部が置かれる。
- 1983年（昭和58年）11月19日 - 一部が分離し、大字山崎貝塚町となる[4]。
- 1999年（平成元年）9月13日 - 一部が分離し、大字山崎梅の台となる[5]。
- 2002年（平成14年）3月2日 - 一部が分離し、大字みずき一丁目から四丁目となる[6]。
- 2004年（平成16年）1月24日 - 大字今上[7]および野田との境界変更をする[8]。大字上花輪、野田および今上の一部を編入する[8]。
- 2015年（平成27年）9月26日 - 一部が分離し、大字山崎新町となる[9]。

## 世帯数と人口
2017年（平成29年）11月1日現在の世帯数と人口は以下の通りである。
| 大字 | 世帯数    | 人口     |
| ---- | --------- | -------- |
| 山崎 | 8,596世帯 | 17,961人 |

## 小・中学校の学区
市立小・中学校に通う場合、学区は以下の通りとなる。

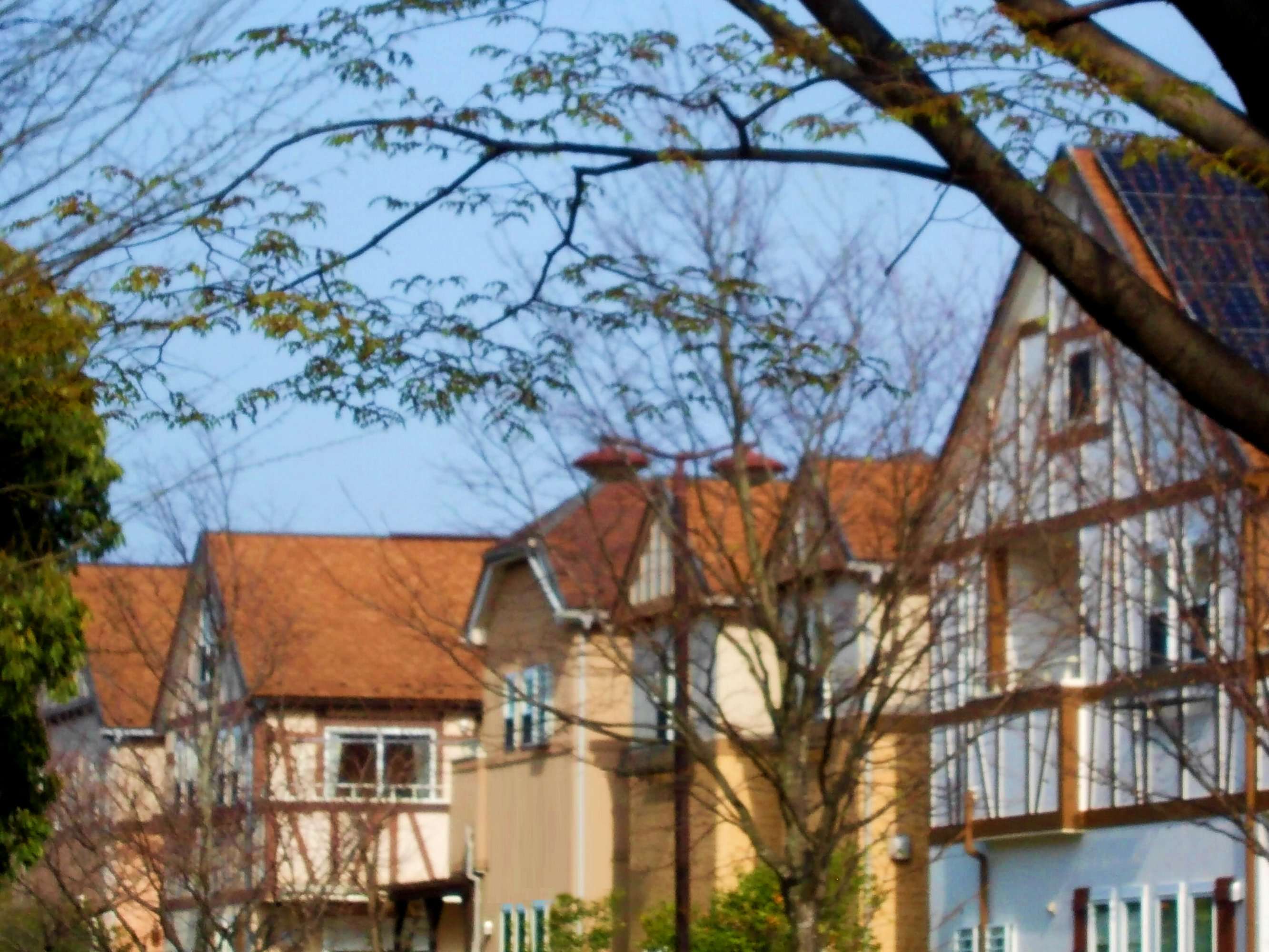
みずきの街並

| 番地                                                                                               | 小学校               | 中学校             |
| -------------------------------------------------------------------------------------------------- | -------------------- | ------------------ |
| 770～793番地、1871～1880番地 1895番地、1896番地 1900～2214番地、2361～2757番地                     | 野田市立山崎小学校   | 野田市立南部中学校 |
| 676～769番地、794～907番地 937番地、945～969番地 2215～2221番地、2224～2258番地 2263番地～2268番地 | 野田市立みずき小学校 | 野田市立南部中学校 |
| その他                                                                                             | 野田市立南部小学校   | 野田市立南部中学校 |

## 交通

### 鉄道
- 東武鉄道野田線 - 梅郷駅

### バス
- 茨城急行自動車
  - 梅郷駅 - 野田梅郷住宅
- まめバス（野田市コミュニティバス）
  - 南ルート:老人福祉センター（循環）
  - 新南ルート:消防南分署前 - 大利根温泉

### 道路
- 国道16号
- 千葉県道5号松戸野田線

## 施設
- 野田市南出張所
- 野田市南部梅郷公民館
- 野田市立島会館（隣保館）
- 東京理科大学野田キャンパス
- 野田市立山崎小学校
- 野田市立南部小学校